# La Esperanza, Cuautla
La Esperanza är en ort i Mexiko.   Den ligger i kommunen Cuautla och delstaten Morelos, i den sydöstra delen av landet, 70 km söder om huvudstaden Mexico City. La Esperanza ligger 1 353 meter över havet och antalet invånare är 207.
Terrängen runt La Esperanza är platt åt sydväst, men åt nordost är den kuperad. Runt La Esperanza är det ganska tätbefolkat, med 222 invånare per kvadratkilometer. Närmaste större samhälle är Cuautla Morelos, 2,8 km söder om La Esperanza. Omgivningarna runt La Esperanza är en mosaik av jordbruksmark och naturlig växtlighet.